# 評定所留役
評定所留役（ひょうじょうしょとめやく）は、江戸幕府の役職の1つ。評定所の書記官で、勘定所から出向した役人の勘定がこの任に就いた。
留役の設置は貞享2年（1685年）。勘定奉行支配で、150俵高の20人扶持、御目見以上で布衣以下の役職。定員は元文3年（1738年）3月時点で5名、同年5月には増員されて8名、宝暦3年（1753年）7月には7名、同5年（1755年）には8名で、時期により員数は変動した。職務は月番で担当。年功序列が基本で、勤務年数が長い者が序列の上位となり、何組かに分けられて、その長が評定所留役組頭となる。留役の下に留役助（とめやくすけ）と当分助（とうぶんすけ）が5人ずつが配属された。当分助は臨時の助役で、経験を積んで本役にまで昇進する。
評定所は江戸幕府の最高裁判所であり、寺社奉行・町奉行・勘定奉行の三奉行が単独では処理できない案件を処理する場であったが、評定所構成員の奉行たちは、初回の吟味と、最後の判決の申し渡しのみを行った。実質的な審理は法令や過去の判例を熟知していた留役が行い、審議する事件の事実関係の下調べ、法令や判例の調査、書類の作成、容疑者への尋問や、審議を担当した。「評定所勤役儒者」が寛政2年（1790年）12月8日に廃止されたのに伴い、勤役儒者が行っていた目安読みの任務も追加された。
容疑者の下吟味の際に取られた口書（供述書）を留役が読んで、尋問すべき点を半紙に書いて奉行に渡し、奉行はこれを見ながら最初の吟味を行う。その後、留役が勘定所で、町方の事件であれば町奉行所の与力が留役に代わって取り調べを行った。取り調べは通常は留役が1人で、難しい事件であれば2人で行って調書を作成。その調書を元に奉行たちによる吟味が行われた。一連の裁判の流れで一番重視されたのが実際の取り調べにあたった留役で、ほとんどの場合は留役の意見が採用されて判決が下された。
留役は勘定所の中でも特に有能な者が勘定奉行により任命され、御目見以下の者であっても御目見以上の役職である勘定に昇進させて評定所へ出向させた。留役から遠国奉行や町奉行・勘定奉行にまで出世する者もおり、重職を歴任した川路聖謨も評定所留役を務めた。当初は勘定所からの出向者が務めたが、後に寺社奉行・町奉行所の吟味物調役（ぎんみものしらべやく）も出役して留役を務めた。